# Morganville, Kansas
Morganville är en ort i Clay County i Kansas. Vid 2010 års folkräkning hade Morganville 192 invånare.